# Hell in a Cell 2011
Hell in a Cell (2011) was de 3de professioneel worstel-pay-per-view (PPV) evenement van Hell in a Cell dat georganiseerd werd door WWE. Het evenement vond plaats op 2 oktober 2011 in het New Orleans Arena in New Orleans, Louisiana.

## Achtergrond
Tijdens de opening van de Raw-aflevering van 19 september 2011, een dag na de Night of Champions, Triple H kondigde een Triple Threat Hell in a Cell match aan tussen de WWE Champion John Cena, Alberto Del Rio en CM Punk.

## Matchen
| Nr.                                                                          | Match | Winnaar(s)           |
| ---------------------------------------------------------------------------- | --- | -------------------- |
| 1                                                                            | Sheamus vs. Christian in een een-op-een match                                                                     | Sheamus              |
| 2                                                                            | Sin Cara vs. Sin Cara II in een een-op-een match                                                                  | Sin Cara             |
| 3                                                                            | Air Boom (c) vs. Dolph Ziggler & Jack Swagger in een tag team match voor het WWE Tag Team Championship            | Air Boom (c)         |
| 4                                                                            | Mark Henry (c) vs. Randy Orton in een Hell in a Cell match voor het WWE World Heavyweight Championship            | Mark Henry (c)       |
| 5                                                                            | Cody Rhodes (c) vs. John Morrison in een een-op-een match voor het WWE Intercontinental Championship              | Cody Rhodes (c)      |
| 6                                                                            | Kelly Kelly (c) vs. Beth Phoenix in een een-op-een match voor het WWE Divas Championship                          | Beth Phoenix (nc)    |
| 7                                                                            | John Cena (c) vs. Alberto Del Rio vs. CM Punk in een Triple Threat Hell in a Cell match voor het WWE Championship | Alberto Del Rio (nc) |
| (c) huidige kampioen voor en na de match \| (nc) nieuwe kampioen na de match | |                      |